# Гиллерман, Дан
Дан Гиллерман (ивр. דן גילרמן‎, род. в 1944 году, Британский мандат в Палестине) — бывший тринадцатый посол Израиля в ООН. Он был назначен на эту должность в июле 2002 года, вступил в должность 1 января 2003 года и работал до 2008 года.

## Образование
Дан Гиллерман закончил Тель-Авивский университет и Еврейский университет в Иерусалиме.

## Карьера
Гиллерман работал в качестве генерального директора некоторых израильских компаний, председателя федерации израильской торговой палаты, члена правления Первого международного банка Израиля и директора Банка Леуми, а также Банка Израиля. Он также входил в совет премьер-министра по национальной экономике и социальным делам, в президентский комитет координационного совета израильских экономических организаций, как председатель израильско-британского бизнес совета и как член исполнительного органа Международной торговой палаты Всемирной Деловой организации.
Гиллерман играл важную роль в оказании помощи Израилю в направлении либерализации экономики и свободной рыночной экономики. Он активно участвовал в экономических аспектах мирного процесса и работал с палестинскими и арабскими лидерами в целях налаживания экономического сотрудничества в регионе.
14 июня 2005 года он был избран на пост вице-президента 60-й Ген. Ассамблеи ООН. Последним израильтянином до него этот пост занимал посланник в ООН Абба Эвен в 1952 году. Кандидатуру израильтянина выдвинула группа «United Nations Western Europe and Others Group» (WEOG). В этой должности Гиллерман играл ключевую роль во время начальных переговоров по израильско-ливанскому конфликту 2006 года.
24 апреля 2008 года Гиллерман назвал бывшего президента США Джимми Картера мракобесом за то, что он встретился в Сирии с лидером Хамаса Халидом Машалем.